# Oreoderus bidentatus
Oreoderus bidentatus är en skalbaggsart som beskrevs av Ricchiardi 2000. Oreoderus bidentatus ingår i släktet Oreoderus och familjen Cetoniidae. Inga underarter finns listade i Catalogue of Life.